# 相模原市立広田小学校
相模原市立広田小学校（さがみはらしりつ ひろたしょうがっこう）は、神奈川県相模原市緑区広田にある公立小学校である。

## 沿革
- 1981年（昭和56年）
  - 5月26日 - 校舎工事起工式挙行。
  - 12月26日 - 校名を城山町立広田小学校と決定。
- 1982年（昭和57年）
  - 3月27日 - 校舎落成。
  - 4月1日 - 津久井郡城山町川尻3811番地に開校
  - 5月15日 - 屋内運動場（体育館）落成
  - 6月8日 - 農園活動（田植え）。
  - 6月10日 - 水泳プール落成。
  - 7月10日 - PTA設立。
  - 11月29日 - 校歌・校章・「広田の林」完成し、収穫祭実施。
- 1983年（昭和58年）10月21日 - 広田のまつり開催。また、この日から、10月28日まで、もちつき大会実施。
- 1984年（昭和59年）3月20日 - 小鳥小屋完成
- 1985年（昭和61年）8月25日 - 焼き物小屋完成。
- 1987年（昭和62年）10月3日 - 階段手すり設置。
- 1991年（平成3年）6月 - スプリンクラー設置。
- 1992年（平成4年）2月9日 - 創立10周年記念式典挙行。
- 2000年（平成12年）11月25日 - 広田祭ドリームボックス（もちつき実施）。
- 2001年（平成13年）11月23日 - 創立20周年記念式典挙行。
- 2003年（平成15年）4月 - 大型車出入用校門完成。
- 2007年（平成19年）3月11日 - 城山町の相模原市への合併により、相模原市立広田小学校と改称。
- 2011年（平成23年）11月12日 - 創立30周年記念式典挙行。
- 2015年（平成27年）12月 - 体育館改修工事完成。
- 2019年（令和元年）9月 - 空調設備設置工事完了。
- 2021年（令和3年）10月 - 創立40周年記念空撮実施。

## 通学区域
- 相模原市緑区[1]
  - 川尻（3970〜6027番）
  - 広田（全域）
  - 町屋1丁目（2番〜19番・24番〜31番）
  - 町屋2丁目（全域）
  - 町屋3丁目（全域）
  - 町屋4丁目（全域）

## 進学先中学校
- 相模原市緑区[2]
  - 相模原市立相模丘中学校

## 周辺
- 相模原市道相原堺松風橋線 - 正門が沿道にある相模原市道
- 相模原市城北センター（自治会館）
- 東京都道・神奈川県道48号鍛冶谷相模原線
- 相模原市小松自治会館
- また、校地のすぐ北側には、東京都との都県境がある。

## アクセス
- 神奈川中央交通「橋28」系統で、「広田小学校前」停留所（相模原市道相原堺松風橋線上）より、
  - 橋本駅南口行のりばから、徒歩約100m・約2分。
  - 若葉台住宅行のりばから、徒歩約250m・約4分
    - 停留所から学校正門までの直線距離は約60mほどだが、学校付近の市道相原堺松風橋線に横断歩道が設置されておらず、県道48号線との「小松交差点」まで廻る必要ががあるため、大きく遠回りとなる。
    - また、「橋28」系統は、橋本駅南口行は朝のみ、若葉台住宅行は夕方以後のみの運行で、運行本数は少ない[3]。